# Списък с бестселърите в САЩ 1970-1979
Списък на бестселърите в САЩ според „Publishers Weekly“ от 1970 до 1979 година.

## 1970
1. Love Story от Ерик Сийгъл
2. Жената на френския лейтенант от Джон Фаулз
3. Islands in the Stream от Ърнест Хемингуей
4. The Crystal Cave от Mary Stewart
5. Great Lion of God от Тейлър Колдуел
6. QB VII от Leon Uris
7. The Gang That Couldn't Shoot Straight от Jimmy Breslin
8. The Secret Woman от Виктория Холт
9. Пътешествия с леля ми от Греъм Грийн
10. Богат, беден от Ъруин Шоу

## 1971
1. Колела от Артър Хейли
2. Заклинателят от Уилям Питър Блати
3. Страстите на разума от Ървинг Стоун
4. Денят на Чакала от Фредерик Форсайт
5. Бетси от Харолд Робинс
6. Message from Malaga от Helen MacInnes
7. The Winds of War от Herman Wouk
8. The Drifters от James A. Michener
9. The Other от Tom Tryon
10. Rabbit Redux от Джон Ъпдайк

## 1972
1. Джонатан Ливингстън Чайката от Ричард Бах
2. Август 1914 от Александър Солженицин
3. Досието „Одеса“ от Фредерик Форсайт
4. The Word от Ървин Уолъс
5. The Winds of War от Herman Wouk
6. Captains and the Kings от Тейлър Колдуел
7. Two from Galilee от Marjorie Holmes
8. My Name is Asher Lev от Chaim Potok
9. Semi-Tough от Dan Jenkins

## 1973
1. Джонатан Ливингстън Чайката от Ричард Бах
2. Once Is Not Enough от Джаклин Сюзан
3. Закуска за шампиони от Кърт Вонегът
4. Досието „Одеса“ от Фредерик Форсайт
5. Вицепрезидентът Бър от Гор Видал
6. The Hollow Hills от Mary Stewart
7. Вечер във Византия от Ъруин Шоу
8. Документът на Матлок от Робърт Лъдлъм
9. The Billion Dollar Sure Thing от Paul E. Erdman
10. Почетният консул от Греъм Грийн

## 1974
1. Centennial от James A. Michener
2. Watership Down от Ричард Адамс
3. Челюсти от Питър Бенчли
4. Tinker, Tailor, Soldier, Spy от Джон льо Каре
5. Нещо се случи от Джоузеф Хелър
6. The Dogs of War от Фредерик Форсайт
7. The Pirate от Харолд Робинс
8. I Heard the Owl Call My Name от Margaret Craven
9. The Seven-Per-Cent Solution от Nicholas Meyer
10. The Fan Club от Ървин Уолъс

## 1975
1. Рагтайм от Едгар Лорънс Доктороу
2. The Moneychangers от Артър Хейли
3. Curtain от Агата Кристи
4. Looking for Mr. Goodbar от Judith Rossner
5. The Choirboys от Джоузеф Уомбо
6. Орелът кацна от Джак Хигинс
7. Гръцкото съкровище от Ървинг Стоун
8. Големият влаков обир от Майкъл Крайтън
9. Шогун от Джеймс Клавел
10. Humboldt's Gift от Сол Белоу

## 1976
1. Trinity от Leon Uris
2. Sleeping Murder от Агата Кристи
3. Dolores от Джаклин Сюзан
4. Storm Warning от Джак Хигинс
5. The Deep от Питър Бенчли
6. 1876 от Гор Видал
7. Фарс или никога вече самота от Кърт Вонегът
8. The Lonely Lady от Харолд Робинс
9. Touch Not the Cat от Mary Stewart
10. Непознат в огледалото от Сидни Шелдън

## 1977
1. Силмарилион от Джон Роналд Руел Толкин и Кристофър Толкин
2. Птиците умират сами от Колийн Маккълоу
3. Илюзии: Приключенията на един месия по неволя от Ричард Бах
4. The Honourable Schoolboy от Джон льо Каре
5. Oliver's Story от Ерик Сийгъл
6. Dreams Die First от Харолд Робинс
7. Просяк, крадец от Ъруин Шоу (продължение на романа Богат, беден)
8. Как да спасиш собствения си живот от Ерика Джонг
9. Делтата на Венера от Анаис Нин
10. Даниъл Мартин от Джон Фаулз

## 1978
1. Chesapeake от James A. Michener
2. War and Remembrance от Herman Wouk
3. Умират глупаците от Марио Пузо
4. Bloodline от Сидни Шелдън
5. Scruples от Джудит Кранц
6. Evergreen от Белва Плейн
7. Илюзии: Приключенията на един месия по неволя от Ричард Бах
8. Планът Холкрофт от Робърт Лъдлъм
9. Второто поколение от Хауърд Фаст
10. Иглата от Кен Фолет

## 1979
1. Кръгът на Матарезе от Робърт Лъдлъм
2. Изборът на Софи от Уилям Стайрън
3. Свръхнатоварване от Артър Хейли
4. Memories of Another Day от Харолд Робинс
5. Затворникът от Кърт Вонегът
6. Мъртва зона от Стивън Кинг
7. The Last Enchantment от Мери Стюърт
8. The Establishment от Хауърд Фаст
9. The Third World War: August 1985 от Джон Хакет
10. Хората на Смайли от Джон льо Каре